# فضالة بن شريك الأسدي
فضالة بن شريك بن سلمان بن خويلد الأسدي (ولد: غير معروف – توفي بعد 64 هـ - بعد 648م) ، شاعر، من أهل الكوفة. أدرك الجاهلية، واشتهر في الإسلام وكان من الصعاليك. شعره حجة عند اللغويين. وكان يهجو عبد الله بن الزبير. وتنسب إليه أبيات في رثاء يزيد بن معاوية، إن صح أنها له فتكون وفاته بعد سنة 64 هـ حسبما يرى خير الدين الزركلي.